# Плончин
Плончин (пол. Płonczyn) — село в Польщі, у гміні Вельґе Ліпновського повіту Куявсько-Поморського воєводства.
Населення — 332 особи (2011).
У 1975-1998 роках село належало до Влоцлавського воєводства.

## Демографія
Демографічна структура станом на 31 березня 2011 року:
|          | Загалом | Допрацездатний вік | Працездатний вік | Постпрацездатний вік |
| -------- | ------- | ------------------ | ---------------- | -------------------- |
| Чоловіки | 162     | 28                 | 117              | 17                   |
| Жінки    | 170     | 41                 | 94               | 35                   |
| Разом    | 332     | 69                 | 211              | 52                   |